# Liste der Bodendenkmäler in Deisenhausen
Auf dieser Seite sind die Bodendenkmäler in der schwäbischen Gemeinde Deisenhausen zusammengestellt. Diese Tabelle ist eine Teilliste der Liste der Bodendenkmäler in Bayern. Grundlage ist die Bayerische Denkmalliste, die auf Basis des Bayerischen Denkmalschutzgesetzes vom 1. Oktober 1973 erstmals erstellt wurde und seither durch das Bayerische Landesamt für Denkmalpflege geführt wird. Die folgenden Angaben ersetzen nicht die rechtsverbindliche Auskunft der Denkmalschutzbehörde.

## Bodendenkmäler in Deisenhausen
| Lage                           | Objekt | Akten-Nr.     | Bild           |
| ------------------------------ | --- | ------------- | -------------- |
| (Standort)                     | Mittelalterliche Abschnittsbefestigung.                                                                                       | D-7-7727-0006 |                |
| (Standort)                     | Mittelalterlicher Burgstall und unterirdische Gänge mittelalterlicher oder frühneuzeitlicher Zeitstellung.                    | D-7-7727-0007 |                |
| (Standort)                     | Siedlung der römischen Kaiserzeit und Körpergräber vor- und frühgeschichtlicher Zeitstellung.                                 | D-7-7727-0008 |                |
| (Standort)                     | Mittelalterlicher Burgstall                                                                                                   | D-7-7727-0012 |                |
| (Standort)                     | Siedlung des Neolithikums und der Hallstattzeit.                                                                              | D-7-7727-0045 |                |
| (Standort)                     | Siedlung der Bronze- oder Urnenfelderzeit.                                                                                    | D-7-7727-0046 |                |
| Krumbacher Straße 2 (Standort) | Mittelalterliche und frühneuzeitliche Befunde im Bereich der katholischen Pfarrkirche St. Stephan.                            | D-7-7727-0069 | weitere Bilder |
| Kirchberg 6 (Standort)         | Mittelalterliche und frühneuzeitliche Befunde im Bereich der katholischen Filialkirche St. Zeno in Oberbleichen.              | D-7-7727-0071 | weitere Bilder |
| Schulstraße 3 (Standort)       | Mittelalterliche und frühneuzeitliche Befunde im Bereich der katholischen Pfarrkirche St. Mariä Himmelfahrt in Unterbleichen. | D-7-7727-0073 | weitere Bilder |
| (Standort)                     | Viereckschanze der jüngeren Latènezeit.                                                                                       | D-7-7728-0002 |                |
| (Standort)                     | Grabhügel der Hallstattzeit.                                                                                                  | D-7-7728-0003 |                |
| (Standort)                     | Grabhügel vorgeschichtlicher Zeitstellung.                                                                                    | D-7-7728-0008 |                |
| (Standort)                     | Grabhügel vorgeschichtlicher Zeitstellung.                                                                                    | D-7-7728-0018 |                |